# Antichthonidris denticulata
Antichthonidris denticulata är en myrart som först beskrevs av Mayr 1887.  Antichthonidris denticulata ingår i släktet Antichthonidris och familjen myror. Inga underarter finns listade i Catalogue of Life.